# 将棋界
将棋界（）、棋界（）は、将棋をめぐって、プロの棋士やアマチュア選手、将棋ファン（愛棋家）、業界関係者などで構成する社会領域。日本将棋連盟がその総本山である。

## プロ将棋界

### プロ棋士
将棋のプロは、次の2つに大別される。
1. 棋士（日本将棋連盟の四段から九段）
原則として新進棋士奨励会（通称:奨励会）で所定の成績を収めて四段昇段した者。ただし、2006年よりアマチュア・女流棋士としてプロ公式戦で所定の成績を収めた上で、編入試験に合格することで四段編入が認められるようになった。
棋士のうち、現役の棋士は160名ほどである。
2. 女流棋士（女流2級から女流七段）
現役は、60から70名程度である。
また、女流棋士は、次の3つに分かれている。
a. 日本将棋連盟所属の女流棋士
b. 日本女子プロ将棋協会（LPSA）所属の女流棋士
c. フリーの女流棋士（2024年現在、フリーの女流棋士は中井広恵のみ）
過去に、北尾まどかが2009年5月31日にLPSAを退会して「フリーの女流棋士」、次いで「日本将棋連盟の客員棋士」となり、その後2011年4月1日付で日本将棋連盟所属の女流棋士に復帰した例がある。「日本将棋連盟の客員棋士」の該当者は北尾のみ。北尾まどか#棋歴を参照。
女性が新進棋士奨励会に入会して棋士を目指す例もあるが、今日まで四段昇段に至ったものはなく、女性の「棋士」は誕生していない。よって、女流棋士との区別をわかりやすくする意味で、棋士のことを「男性棋士」、棋士の公式棋戦を「男性棋戦」と呼ぶことがある。

### 棋戦
プロが出場する将棋の大会は総じて棋戦と呼ばれる。将棋のプロ棋戦には、タイトル戦と、タイトル戦以外の一般棋戦（「優勝棋戦」などとも呼ばれる）があり、いずれも1年周期で行われる。タイトル戦に優勝すると1年間にわたりその称号（タイトル）を名乗ることができ、翌年に行われる同じタイトル戦では決勝戦までシードされる（これを挑戦手合制と呼ぶ）。タイトルを保持することは単に名誉であるだけでなく、様々な特権的待遇が付随する。また長期的に見れば、棋士としての実績はタイトルを何回獲得したかによって評価されることが多いため、タイトル獲得数は将棋界におけるステータスに直結する。したがって多くの棋士はタイトルの獲得を目標に据えて日々の対局をこなしている。
現在タイトル戦は竜王戦・名人戦・叡王戦・王位戦・王座戦・棋王戦・王将戦・棋聖戦の8つが行われている。名人戦の予選には順位戦という名前がついており、この順位戦を除く7つのタイトル戦には棋士全員が参加する（順位戦にもほとんどの棋士が参加する）。中には棋士以外でも出場できるものがあり、竜王戦・叡王戦・棋王戦には女流棋士とアマチュアの両方、王位戦・王座戦・棋聖戦には女流棋士の出場枠がある。竜王戦には奨励会員の出場枠もある。
一般棋戦の中には全棋士が参加するもの（朝日杯将棋オープン、銀河戦、NHK杯の3棋戦）もあるが、出場条件が限られたものがある。将棋日本シリーズのプロ公式戦は選抜されたトップ棋士のみで行われる棋戦であり、新人王戦・YAMADAチャレンジ杯・加古川青流戦の3棋戦は若手棋士もしくは低段の棋士のみで行われる棋戦である。これら一般棋戦はタイトル戦とは異なり、前年優勝者であっても当年の出場は保障されず、出場できたとしてもトーナメント戦を再び勝ち上がる必要がある。一般棋戦にもタイトル戦と同様に、アマチュアの出場枠、女流棋士の出場枠、奨励会員の出場枠が設けられているものがある。
女性のみ参加できる棋戦は女流棋戦と呼ばれ、8つの女流タイトル戦（白玲戦・清麗戦・マイナビ女子オープン・女流王座戦・女流名人戦・女流王位戦・女流王将戦・倉敷藤花戦）と1つの女流一般棋戦（YAMADA女流チャレンジ杯）がある。女流タイトルを獲得することは、それ自体が女流棋士にとっての大きな目標であるとともに、前述した棋士のタイトル戦に女流棋士枠から出場する上で非常に有利な実績となる。女流棋戦の中には、女流棋士以外の女性も参加できるものがあり、実際に女性奨励会員が女流タイトルを獲得した事例が複数ある。アマチュアの出場枠が設けられている女流棋戦もあり、女流王座戦のように申し込めば誰でも参加できるものもある。

### 竜王戦と名人戦（順位戦）
8つのタイトル戦の中でも、竜王戦と名人戦は特に重要視される。竜王戦の賞金額は将棋の棋戦としては最高額であり、タイトル序列は1位である。一方、名人戦はタイトル序列こそ2位であるが、タイトル戦として最も長い歴史を誇り、またタイトル戦が生まれる前からの「名人位」の歴史も非常に長い。これらの事情から、竜王位と名人位は数あるタイトルの中でも棋士たちが特に憧れるタイトルであって、竜王戦・名人戦の両タイトル戦は将棋界の内外から熱い注目を注がれる一大イベントでもある。
竜王戦と名人戦が特に意識される理由はもう一つある。それは、各棋士の直近の成績をもとに全棋士を序列化・階層化し、現在の実力を端的に示す指標を作っていることである。竜王戦は全ての現役棋士を7つの階層（1組〜6組および竜王）に分け、竜王を頂点とする階層構造を形成している。名人戦の予選である「順位戦」もまた、現役棋士を大きく7つの階層に分け、さらにこのうちA級からC級2組までの5階層についてリーグ戦を行い一人一人に順位を付していく。昇段することはあっても降段することはない「段位」の制度とは異なり、竜王戦・順位戦のクラスは毎年入れ替えが行われるため、各棋士の実力の変化（成長と衰退）が反映されやすくなっている。したがって各棋士の在籍クラスは、それ自体が将棋界におけるステータスであり、日本将棋連盟公式ウェブサイトの棋士プロフィールページ上部に記載されるほか、一部棋戦のシード条件としても利用されている。
さらに順位戦における成績は、棋士生命の存否にも関わる。成績不振のためにフリークラスに一定年数在籍した棋士は、規定による引退を余儀無くされる。また、60歳以上の高齢棋士がC級2組から陥落した際にも、規定による引退が決定する。逆に、順位戦でC級2組以上に在籍し続ける限りは、（竜王戦をはじめとする）他棋戦での成績が全く振るわなくても棋士引退にまで追い込まれることはない。
竜王戦の予選は、竜王在位者を除く全棋士が1組から6組のいずれかに振り分けられ、どの組からでも竜王に挑戦できるチャンスがあるため、新人棋士から高齢棋士まで誰もが挑戦のチャンスを持つ。10月にプロ入りしたばかりの新四段の棋士でも、翌年に竜王位を奪取すればデビューからわずか14〜15か月で竜王となる可能性がある（竜王ドリームと呼ばれる）。一方、名人戦の挑戦者となることができるのは定員が10しかないA級において1位となった者のみである。新しくプロになった棋士はC級2組（もしくはフリークラス）に在籍することになっており、しかも飛び昇級の制度はないため、名人への挑戦権を得るまでには、プロ入り後最低でも5年かかる（これは8つのタイトル戦の中で群を抜いて長い）。

### 獲得賞金と対局料
棋士の収入の主軸は、棋戦に参加して対局することにより支払われる対局料と、棋戦に優勝ないし準優勝することにより支払われる賞金である。この他にも日本将棋連盟の役職に対する報酬、タイトル戦などの立会に対する手当などがあり、個人によってはこれらの他に将棋関連イベント（大盤解説会等）やテレビ番組・インターネット番組への出演、指導対局、将棋道場や将棋教室の経営、棋書やエッセイ等の執筆活動、将棋関連漫画・映画等の監修などによる収入をあげる者もいるが、棋士はそもそも自由業であり、自ら確定申告を行っているため、対局に紐づかない収入は連盟も関知していない。
獲得賞金と対局料の合計額による棋士のランキングは、毎年「獲得賞金・対局料ベスト10」（2001年から2011年分はベスト20）として、翌年2月頃に日本将棋連盟から発表される。4月から3月の「年度区切り」ではなく、1月から12月までの(暦年)集計である。なお集計のタイミングは「実際に賞金が支払われる時期」を基準とするため、竜王戦（のタイトル戦）のように「対局は年末、賞金の支払いは年明け」となる場合、ランキングでは翌年の集計に反映される。
タイトルホルダー、棋戦優勝者に加えて順位戦A級の棋士が上位となる傾向が強い。また竜王戦は賞金額が高く、竜王保持者はもちろんのこと、タイトル戦の敗者も賞金が1,650万円と高額であることから上位になりやすい。
このランキングは、翌年のいくつかの棋戦への出場権に関係する。「将棋日本シリーズ」では2006年に出場枠の規定が変更され、獲得賞金・対局料ランキングでの順位が出場権に反映されるようになった（従来は、順位戦の順位）。また、2007年から2012年まで行われた「大和証券杯ネット将棋・最強戦」の出場権も、このランキングに関係していた。
以前は、対局料とは別に順位戦のクラスによって決まる基本給もあった。基本給は名人が最も高く、A級、B級1組、B級2組、C級1組、C級2組と下がる毎に、1つ上位の7割前後が基本給となっていた。また、棋士は厚生年金に加入していた。
2011年3月4日に日本将棋連盟が公益社団法人化されると、基本給は原則廃止され、対局料・賞金、そして将棋普及活動への報酬に回された。また、夏と冬の特別手当（賞与）も廃止され、厚生年金も脱退した。基本給、賞与、厚生年金保険料負担は、公益社団法人において禁止事項とされる「特別の利益供与」に該当するためである。しかし、多くの棋戦はトーナメント方式なのに対し、リーグ戦方式で対局数が保証されている順位戦の対局料は、今なお基本給としての性質を持ち合わせている。また、各棋戦ごとに参稼報償金が設定されており、現在は基本給に代わるものとして支給されている。
獲得賞金・対局料ベスト10/20
| - 単位は、万円。*金色は歴代最高金額。 - 竜王戦は12月に終了するが就位式が翌年のため獲得賞金の反映も翌年となる。 - 2001年から2011年分はベスト20として発表されていた。 - ベスト10以内に入ったものは、その前年の順位と獲得額も合わせて発表される。 - 上記2点の事情のため、本表では前年に20位圏内に入っていた場合も反映している。 - 色付きは、当年1月 - 12月のタイトル獲得（奪取または防衛）を表す。タイトル2つ以上獲得は濃い色、1つ獲得は薄い色。 |

| 年   | 1位           | 2位         | 3位         | 4位         | 5位         | 6位         | 7位         | 8位         | 9位         | 10位        | 11位        | 12位        | 13位        | 14位        | 15位        | 16位        | 17位        | 18位        | 19位        | 20位        | 女流1位   | 備考                       | 出典          |
| 2023 | 藤井聡 *18634 | 渡辺明 4562 | 永瀬 3509   | 広瀬 3066   | 羽生 2604   | 豊島 2223   | 菅井 1959   | 佐々大 1881 | 稲葉 1781   | 伊藤匠 1728 | 丸山        | 糸谷        |             |             |             |             |             |             |             |             | 西山      | 藤井八冠 (歴代最高金額)    | [ 11 ] [ 12 ] |
| 2022 | 藤井聡 12205  | 渡辺明 7063 | 豊島 5071   | 永瀬 4668   | 斎藤慎 2362 | 広瀬 2166   | 菅井 1970   | 佐藤天 1819 | 山崎 1770   | 稲葉 1580   | 羽生        | 糸谷        | 高見        |             |             |             |             |             |             |             | 福間      |                            | [ 13 ] [ 14 ] |
| 2021 | 渡辺明 8194   | 豊島 8145   | 藤井聡 6996 | 永瀬 4821   | 羽生 3236   | 斎藤慎 2567 | 木村一 2245 | 糸谷 1876   | 稲葉 1703   | 菅井 1674   |             |             | 山崎 1498   | 佐藤天 1479 | 広瀬 1392   |             |             |             |             |             | 西山      |                            | [ 15 ]        |
| 2020 | 豊島 10645    | 渡辺明 8043 | 永瀬 4621   | 藤井聡 4554 | 広瀬 3241   | 羽生 2491   | 久保 2421   | 木村一 2338 | 丸山 1926   | 千田 1692   | 糸谷 1502   |             | 菅井 1445   | 稲葉 1395   |             | 斎藤慎 1338 |             |             |             |             | 福間      |                            | [ 16 ]        |
| 2019 | 豊島 7157     | 広瀬 6984   | 渡辺明 6514 | 永瀬 4678   | 羽生 3999   | 佐藤天 3687 | 木村一 3209 | 久保 2178   | 藤井聡 2108 | 斎藤慎 1868 |             |             |             |             |             |             |             |             |             |             | 福間      | 豊島竜王名人               | [ 17 ]        |
| 2018 | 羽生 7552     | 佐藤天 5999 | 渡辺明 5119 | 豊島 4722   | 広瀬 2802   | 高見 2636   | 久保 2598   | 斎藤慎 2393 | 菅井 2193   | 深浦 2189   |             | 藤井聡 2031 |             |             |             |             |             | 永瀬 1382   |             |             | 福間      |                            | [ 18 ]        |
| 2017 | 渡辺明 7534   | 佐藤天 7255 | 羽生 5070   | 久保 3019   | 丸山 2908   | 稲葉 2801   | 菅井 2363   | 中村太 2144 | 松尾 1985   | 佐藤康 1967 |             | 豊島 1795   | 斎藤慎 1699 |             |             |             |             | 広瀬 1499   | 深浦 1359   |             | 福間      |                            | [ 19 ]        |
| 2016 | 羽生 9150     | 渡辺明 7390 | 佐藤天 5722 | 糸谷 3543   | 山崎 3206   | 郷田 3185   | 豊島 2492   | 丸山 2210   | 三浦 1997   | 深浦 1849   |             | 久保 1665   |             | 佐藤康 1602 |             |             |             |             | 稲葉 1423   |             | 加藤桃    |                            | [ 20 ]        |
| 2015 | 羽生 11900    | 糸谷 5531   | 渡辺明 4577 | 森内 3450   | 行方 2689   | 佐藤天 2616 | 郷田 2467   | 豊島 2459   | 深浦 2373   | 広瀬 2042   |             | 三浦 1989   |             |             |             |             | 山崎 1346   |             |             |             | 福間      |                            | [ 21 ]        |
| 2014 | 羽生 11499    | 森内 8374   | 渡辺明 6684 | 郷田 2340   | 豊島 2160   | 行方 2090   | 三浦 2089   | 深浦 1720   | 佐藤康 1643 | 木村一 1634 |             | 糸谷 1563   |             |             | 広瀬 1356   |             |             |             |             |             | 福間      |                            | [ 22 ]        |
| 2013 | 渡辺明 10255  | 羽生 7281   | 森内 5503   | 郷田 3453   | 丸山 2912   | 佐藤康 2720 | 行方 1821   | 谷川 1818   | 久保 1788   | 三浦 1633   |             |             |             |             | 豊島 1179   | 深浦 1149   |             |             | 木村一 1037 |             | 福間      | 森内竜王名人               | [ 23 ]        |
| 2012 | 羽生 9175     | 渡辺明 7197 | 森内 5317   | 丸山 3409   | 久保 3233   | 郷田 2597   | 佐藤康 2505 | 深浦 2100   | 藤井猛 1705 | 山崎 1643   |             | 三浦 1413   |             |             |             |             |             |             |             |             | 福間      |                            | [ 24 ]        |
| 2011 | 羽生 9886     | 渡辺明 8365 | 久保 4659   | 森内 3371   | 丸山 2643   | 深浦 2145   | 木村一 2052 | 広瀬 2005   | 佐藤康 1920 | 郷田 1679   | 三浦 1650   | 橋本崇 1498 | 山崎 1405   | 屋敷 1333   | 豊島 1286   | 谷川 1220   | 佐藤天 1148 | 藤井猛 1107 | 高橋 1088   | 糸谷 1035   | 福間      |                            | [ 25 ]        |
| 2010 | 羽生 11576    | 渡辺明 6240 | 久保 4829   | 森内 3270   | 深浦 3173   | 佐藤康 3018 | 三浦 2850   | 藤井猛 2410 | 丸山 2372   | 広瀬 2136   | 谷川 1925   | 郷田 1602   | 山崎 1426   | 木村一 1342 | 松尾 1235   | 阿久津 1230 | 高橋 1229   | 鈴木大 1122 | 屋敷 1075   | 井上慶 1035 | 甲斐 1063 |                            | [ 26 ]        |
| 2009 | 羽生 11278    | 渡辺明 5605 | 深浦 4864   | 久保 3341   | 木村一 2942 | 森内 2728   | 佐藤康 2688 | 郷田 2632   | 阿久津 2570 | 山崎 2271   | 谷川 2187   | 丸山 1755   | 三浦 1598   | 藤井猛 1438 | 井上慶 1337 | 高橋 1257   | 森下 1250   | 鈴木大 1206 | 行方 1156   | 松尾 1061   | 矢内      |                            | [ 27 ]        |
| 2008 | 羽生 10711    | 渡辺明 6252 | 佐藤康 6082 | 森内 3782   | 深浦 3497   | 木村一 2958 | 丸山 2544   | 久保 2402   | 行方 2068   | 郷田 1994   | 鈴木大 1840 | 森下 1799   | 谷川 1657   | 三浦 1502   | 山崎 1439   | 島 1392     | 阿久津 1382 | 藤井猛 1376 | 阿部隆 1257 | 高橋 1202   | 矢内      |                            | [ 28 ]        |
| 2007 | 羽生 8132     | 渡辺明 8032 | 佐藤康 7927 | 森内 6721   | 深浦 3392   | 郷田 2994   | 久保 2680   | 木村一 2384 | 谷川 2350   | 丸山 1953   | 森下 1885   | 阿久津 1700 | 鈴木大 1585 | 藤井猛 1522 | 三浦 1433   | 阿部隆 1332 | 島 1248     | 中原 1235   | 高橋 1122   | 行方 1098   | 清水      |                            | [ 29 ]        |
| 2006 | 羽生 9376     | 佐藤康 7576 | 森内 6536   | 渡辺明 5654 | 谷川 3205   | 丸山 3116   | 藤井猛 2506 | 鈴木大 2277 | 郷田 2159   | 森下 1989   | 木村一 1925 | 深浦 1864   | 三浦 1587   | 久保 1485   | 島 1301     | 阿部隆 1295 | 井上慶 1233 | 高橋 1226   | 中原 1170   | 先崎 1152   | 清水      |                            | [ 30 ]        |
| 2005 | 羽生 10391    | 森内 7117   | 渡辺明 6194 | 佐藤康 5040 | 谷川 2844   | 三浦 2637   | 山崎 2299   | 木村一 2286 | 藤井猛 1981 | 深浦 1954   | 郷田 1934   | 丸山 1898   | 森下 1622   | 久保 1595   | 鈴木大 1479 | 阿部隆 1372 | 先崎 1356   | 中村修 1334 | 島 1327     | 中原 1220   | 清水      |                            |               |
| 2004 | 羽生 11272    | 森内 10833  | 谷川 4673   | 佐藤康 4051 | 丸山 2785   | 渡辺明 2442 | 久保 2407   | 深浦 2384   | 森下 1785   | 三浦 1772   | 先崎 1728   | 鈴木大 1553 | 藤井猛 1512 | 中原 1468   | 郷田 1456   | 高橋 1422   | 山崎 1327   | 屋敷 1294   | 島 1220     | 神谷 1213   | 清水      | 森内竜王名人               |               |
| 2003 | 羽生 12910    | 佐藤康 5709 | 森内 5269   | 谷川 4291   | 丸山 3745   | 深浦 3330   | 三浦 2105   | 阿部隆 2049 | 中原 1850   | 久保 1818   | 青野 1750   | 島 1696     | 郷田 1655   | 藤井猛 1572 | 森下 1550   | 堀口一 1488 | 渡辺明 1472 | 木村一 1459 | 中村修 1395 | 鈴木大 1389 |           | 羽生竜王名人               |               |
| 2002 | 羽生 11048    | 佐藤康 5788 | 森内 4872   | 丸山 4405   | 谷川 4231   | 藤井猛 3417 | 郷田 2851   | 堀口一 2631 | 阿部隆 2563 | 森下 2371   | 中原 1773   | 木村一 1666 | 杉本昌 1575 | 青野 1536   | 島 1516     | 南 1480     | 高橋 1450   | 三浦 1390   | 中田宏 1365 | 田中寅 1337 |           |                            |               |
| 2001 | 羽生 11519    | 藤井猛 5823 | 丸山 5727   | 谷川 4846   | 森内 3992   | 郷田 3274   | 佐藤康 2567 | 久保 2440   | 中原 1881   | 森下 1818   | 木村一 1730 | 高橋 1705   | 中村修 1673 | 井上慶 1471 | 加藤一 1427 | 屋敷 1419   | 南 1399     | 田中寅 1386 | 青野 1385   | 深浦 1367   |           |                            |               |
| 2000 | 羽生 10595    | 谷川 6739   | 藤井猛 6503 | 佐藤康 4744 | 丸山 4137   | 森内 2729   | 中原 2427   | 鈴木大 2160 | 郷田 2086   | 森下 1882   | 青野 1695   | 加藤一 1652 |             | 田中寅 1609 | 南 1565     | 高橋 1423   |             | 井上慶 1356 |             |             |           |                            |               |
| 1999 | 羽生 7872     | 谷川 6769   | 佐藤康 6355 | 藤井猛 6146 | 丸山 5228   | 郷田 3801   | 森内 3138   | 中原 2377   | 森下 2144   | 島 2071     |             |             |             |             |             |             |             |             |             |             |           |                            |               |
| 1998 | 羽生 11466    | 谷川 9539   | 佐藤康 5737 | 郷田 4078   | 屋敷 2937   | 藤井猛 2705 | 中原 2408   | 森内 2352   | 南 2186     | 丸山 2059   |             |             |             |             |             |             |             |             |             |             |           |                            |               |
| 1997 | 谷川 11762    | 羽生 10182  | 屋敷 3555   | 中原 3156   | 森下 3148   | 佐藤康 2651 | 森内 2594   | 島 2307     | 真田 1997   | 高橋 1924   |             |             |             |             |             |             |             |             | 郷田 1488   |             |           | 谷川竜王名人               |               |
| 1996 | 羽生 16145    | 谷川 5069   | 森内 3398   | 高橋 3111   | 佐藤康 3104 | 屋敷 2789   | 米長 2502   | 中原 2487   | 島 2482     | 三浦 2178   |             |             |             |             |             |             |             |             |             |             |           | 羽生六冠 →七冠→五冠        |               |
| 1995 | 羽生 16597    | 谷川 5402   | 中原 4309   | 森下 3410   | 佐藤康 3372 | 米長 2591   | 有吉 2068   | 郷田 1980   | 高橋 1966   | 森雞 1905   |             |             |             |             |             |             |             |             |             |             |           | 羽生竜王名人 (歴代2位金額) |               |
| 1994 | 羽生 11297    | 佐藤康 5513 | 米長 4732   | 谷川 4359   | 中原 3058   | 南 2512     | 阿部隆 2478 | 高橋 2231   | 郷田 1972   | 加藤一 1958 |             |             |             |             |             |             |             |             |             |             |           |                            |               |
| 1993 | 羽生 10063    | 谷川 5650   | 米長 4876   | 中原 4739   | 森内 2297   | 佐藤康 2191 | 南 2168     | 深浦 2109   | 郷田 1970   | 塚田泰 1925 |             |             |             |             |             |             |             |             |             |             |           | 羽生が初の1位              |               |

### 先手の有利性
序・中盤の少しの差が勝負に直結することの多いプロの将棋においては、先手が有利、後手が不利なものであるということは経験的に認識されてきた。実際、日本将棋連盟が公式戦の統計を取り始めた1967年度以降、41年連続で先手番が後手番に勝ち越していた。これらの統計は全プロ棋士を対象としたものであり、上位棋士どうしの対局や持ち時間の長い対局だけに限れば、技術と時間の面で先手の利を活かしやすいため、さらに先手の勝率は上昇する。
象徴的なのは、羽生善治が初タイトル（竜王）を獲得した1989年度に、先手番での勝率が9割を超えたことである（29勝2敗で0.935）。また、「相矢倉は微差ながらも先手有利」という見解が大勢を占め始めた2000年頃から、谷川浩司は後手番のときにあまり矢倉を指さなくなった。
一方、2008年度に初めて後手番が先手番に勝ち越すという、それまでのプロ棋界の常識に反する事件があった。これは、勝率が低かった後手番における普通の振り飛車が減った事や、4手目△3三角戦法の流行、ゴキゲン中飛車と横歩取り△8五飛戦法の好調、および後手番一手損角換わりの大流行、など複合的な要因があったとされる。
| 年度 | 対局数 | 先手 | 先手  | 後手 | 後手  |
| 年度 | 対局数 | 勝数 | 勝率  | 勝数 | 勝率  |
| 2003 | 2337   | 1215 | 0.534 | 1061 | 0.466 |
| 2004 | 2335   | 1266 | 0.554 | 1019 | 0.446 |
| 2005 | 2344   | 1216 | 0.530 | 1077 | 0.470 |
| 2006 | 2325   | 1192 | 0.521 | 1095 | 0.479 |
| 2007 | 2381   | 1237 | 0.531 | 1091 | 0.469 |
| 2008 | 2387   | 1162 | 0.497 | 1175 | 0.503 |
| 2009 | 2422   | 1223 | 0.516 | 1149 | 0.484 |
| 2010 | 2404   | 1269 | 0.540 | 1081 | 0.460 |
| 2011 | 2446   | 1287 | 0.541 | 1093 | 0.459 |
| 2012 | 2553   | 1303 | 0.528 | 1164 | 0.472 |
| 2013 | 2443   | 1269 | 0.534 | 1106 | 0.466 |

2010年代に棋力がプロ棋士を上回ったコンピュータ将棋では極端で、2020年代になると先手の勝率が70%以上に達した大会の例があるなど、先手の勝率が高すぎることが問題になったため、対局によっては先手持ち時間を減らす調整をしていることがある。
囲碁も経験的に先手有利とされているため、コミにより調整している。

## アマチュア将棋界
「将棋のアマチュア棋戦」を参照。

## コンピュータ将棋
コンピュータ将棋の力は年々高まり、プロ棋士もコンピュータ将棋を研究に用いるようになった。2015年ごろには現役トッププロですら一部の対策が効く場合があるのを除けば惨敗を喫するレベルに至り、2017年にはponanzaが第2期電王戦において当時の名人であった佐藤天彦に2連勝した。

## 「将棋界の」を冠した言葉

### 「将棋界の一番長い日」
毎年3月初旬頃の、A級順位戦の最終局（5局が同日に開催される）が行われる日を、俗に「将棋界の一番長い日」と呼ぶ。
一年度（厳密には6月開幕なので、約9か月強）かけて行われたA級順位戦リーグの最終日であり、名人挑戦者と2名の降級者が確定する可能性が高い（既に挑戦者や降級者が決まっていることもある）ことや、大山康晴・中原誠など現役晩年の名人経験者の陥落がかかっている場合は「負けたら引退か」という状況になることもあるため、プロ棋士をはじめとする将棋界からの注目が高くなる。

なお、クラス内の順位が絡む昇級や降級とは異なり、名人挑戦者だけは純粋に勝敗数のみで決められるため、この最終一斉対局で決着がつかず、プレーオフに持ち込まれる場合がある。特に2018年の第76期順位戦は史上最多の6者によるプレーオフとなったため、実際の決着は3週間後となって、「将棋界の一番長い日」ならぬ「将棋界の一番長い月」となった。
当日はNHK BSプレミアム（2011年まではNHK衛星第2テレビジョン<BS2>）で中継が行われていたが、2013年はスカパー!の囲碁・将棋チャンネル、BSスカパー!、スカチャンに移譲して、全対局の完全ノーカット実況が実施された。同年から2019年にかけて（2015年を除く）はニコニコ生放送、2017年からはABEMA将棋チャンネル、さらに主催社の朝日新聞・毎日新聞がそれぞれYouTubeチャンネルにおいて、全対局の完全生中継を実施している。

最終局は通常の対局同様に東京・千駄ヶ谷の将棋会館で行われていたが、2014年（平成26年）の第72期で初めて東京を離れ、静岡市葵区の浮月楼で対局が実施された。2025年（令和7年、第83期）現在も継続して行われ、A級順位戦最終局は浮月楼での開催が定着している。
2014年、2018年、2019年には「名人戦第0局」という別称が冠せられたが、2020年には外された。
A級順位戦最終戦が「一番長い日」と呼ばれたのは「将棋マガジン」1980年6月号で川口篤（河口俊彦のペンネーム）が「将棋歳時記の中でもっとも長い日」と書いたのが最初である（ただし、これは同日に行われた他の順位戦の対局も含めたもので、A級順位戦だけを示したものではない）。その後、1982年3月16日の毎日新聞夕刊に「“将棋指し”の一番長い日」、1983年3月15日の毎日新聞夕刊に「将棋界“A級棋士”の一年で最も長い一日」と記されている例がある。「将棋界で一番長い日」という言葉自体は1997年3月に放送されたNHKのBS中継のタイトルに使われたのが初めてで以後定着したとされる。